# Neuve-Chapelle
Pour les articles homonymes, voir Chapelle (homonymie).
Neuve-Chapelle est une commune française située dans le département du Pas-de-Calais en région Hauts-de-France. Ses habitants sont appelés les Neuve-Chapellois. La commune est membre de la communauté d'agglomération de Béthune-Bruay, Artois-Lys Romane.

## Géographie

### Localisation
Localisée dans l'est du département du Pas-de-Calais et limitrophe à l'est du département du Nord, Neuve-Chapelle est une commune située, à vol d'oiseau, à 12 km au nord-est de la commune de Béthune (chef-lieu d'arrondissement), à 15 km au sud-ouest de la frontière entre la Belgique et la France et à 19 km au sud-ouest de la commune de Lille (aire d'attraction).
Le territoire de la commune est limitrophe de ceux de quatre communes, dont une, Aubers, dans le département du Nord.
Les communes limitrophes sont  Aubers, Laventie, Lorgies et Richebourg.

### Géologie et relief
La superficie de la commune est de 1,86 km2 ; son altitude varie de 17  à   20 m.

### Hydrographie

#### Réseau hydrographique
Le territoire de la commune est situé dans le bassin Artois-Picardie. Elle est drainée par la rivière des Layes, d'une longueur de 26 km, qui prend sa source dans la commune d'Herlies et se jette  dans la Vieille lys d'armentières à Armentières, le Courant frenelet, le Courant des Basses Voies et le Haut Courant,,.

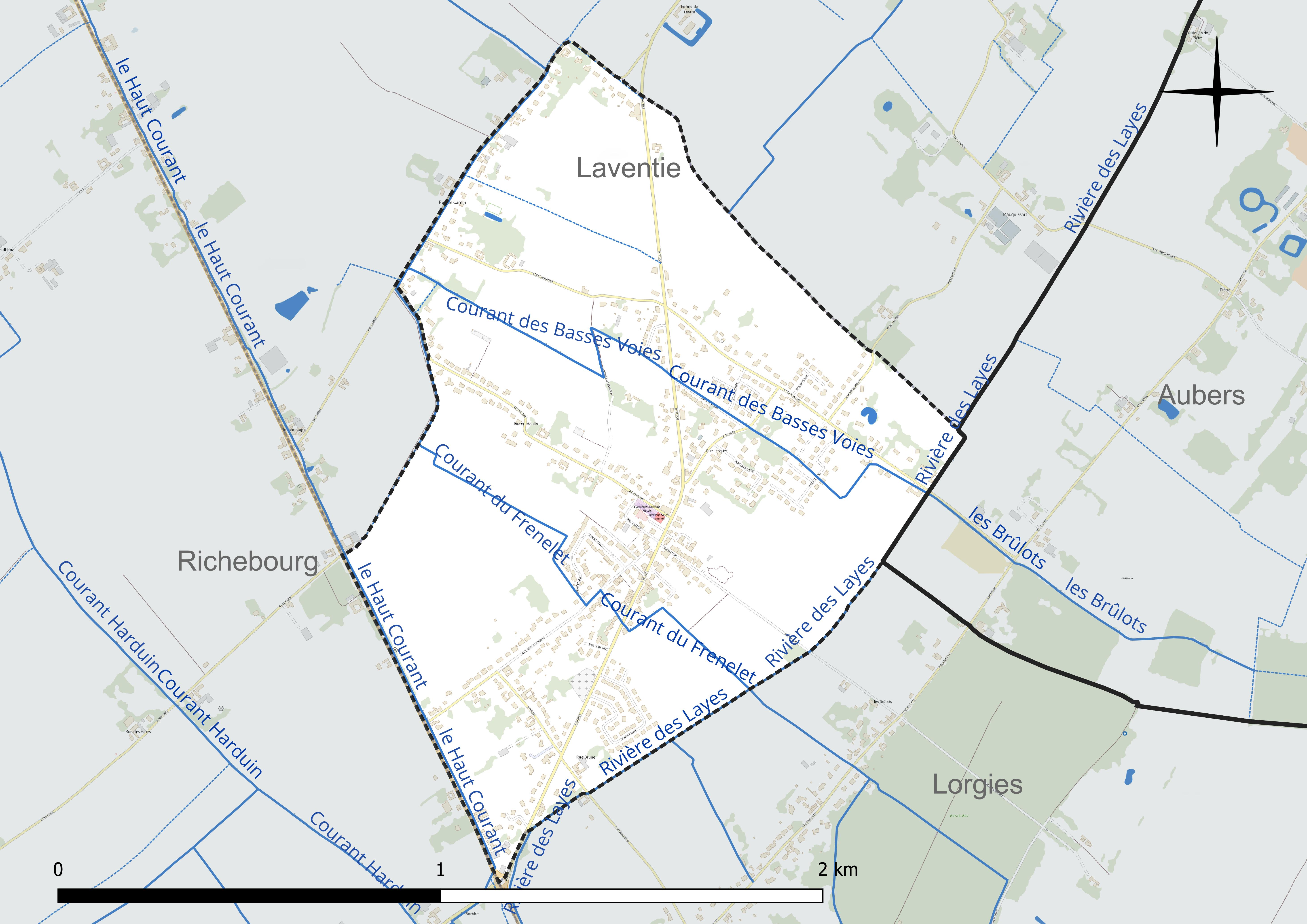
Réseau hydrographique de Neuve-Chapelle.

#### Gestion et qualité des eaux
Le territoire communal est couvert par le schéma d'aménagement et de gestion des eaux (SAGE) « Lys ». Ce document de planification concerne un territoire de 1 835 km2 de superficie, délimité par le bassin versant de la Lys. Le périmètre a été arrêté le 29 mai 1995 et le SAGE proprement dit a été approuvé le 6 août 2010, puis révisé le 20 septembre 2019. La structure porteuse de l'élaboration et de la mise en œuvre est le syndicat mixte pour l'élaboration du SAGE de la Lys (SYMSAGEL).
La qualité des cours d'eau peut être consultée sur un site dédié géré par les agences de l'eau et l'Agence française pour la biodiversité.

### Climat
Pour des articles plus généraux, voir Climat des Hauts-de-France et Climat du Nord-Pas-de-Calais.
En 2010, le climat de la commune est de type climat océanique dégradé des plaines du Centre et du Nord, selon une étude du CNRS s'appuyant sur une série de données couvrant la période 1971-2000. En 2020, Météo-France publie une typologie des climats de la France métropolitaine dans laquelle la commune est exposée à un climat océanique et est dans une zone de transition entre les régions climatiques « Nord-est du bassin Parisien » et « Côtes de la Manche orientale ».
Pour la période 1971-2000, la température annuelle moyenne est de 10,6 °C, avec une amplitude thermique annuelle de 14 °C. Le cumul annuel moyen de précipitations est de 698 mm, avec 11,9 jours de précipitations en janvier et 9,1 jours en juillet. Pour la période 1991-2020, la température moyenne annuelle observée sur la station météorologique la plus proche, située sur la commune de Lillers à 21 km à vol d'oiseau, est de 11,1 °C et le cumul annuel moyen de précipitations est de 731,5 mm,. Pour l'avenir, les paramètres climatiques de la commune estimés pour 2050 selon différents scénarios d'émission de gaz à effet de serre sont consultables sur un site dédié publié par Météo-France en novembre 2022.

### Milieux naturels et biodiversité
L’Inventaire national du patrimoine naturel (INPN) recense plusieurs espèces faunistiques et floristiques sur le territoire de la commune dont certaines sont protégées et d’autres menacées et quasi-menacées.

## Urbanisme

### Typologie
Au 1er janvier 2024, Neuve-Chapelle est catégorisée bourg rural, selon la nouvelle grille communale de densité à sept niveaux définie par l'Insee en 2022.
Elle appartient à l'unité urbaine de Béthune, une agglomération inter-départementale regroupant 94  communes, dont elle est une commune de la banlieue,,. Par ailleurs la commune fait partie de l'aire d'attraction de Lille (partie française), dont elle est une commune de la couronne,. Cette aire, qui regroupe 201 communes, est catégorisée dans les aires de 700 000 habitants ou plus (hors Paris),.

### Occupation des sols
L'occupation des sols de la commune, telle qu'elle ressort de la base de données européenne d'occupation biophysique des sols Corine Land Cover (CLC), est marquée par l'importance des territoires agricoles (57,4 % en 2018), en diminution par rapport à 1990 (76,4 %). La répartition détaillée en 2018 est la suivante : 
terres arables (57,4 %), zones urbanisées (42,6 %). L'évolution de l'occupation des sols de la commune et de ses infrastructures peut être observée sur les différentes représentations cartographiques du territoire : la carte de Cassini (XVIIIe siècle), la carte d'état-major (1820-1866) et les cartes ou photos aériennes de l'IGN pour la période actuelle (1950 à aujourd'hui).

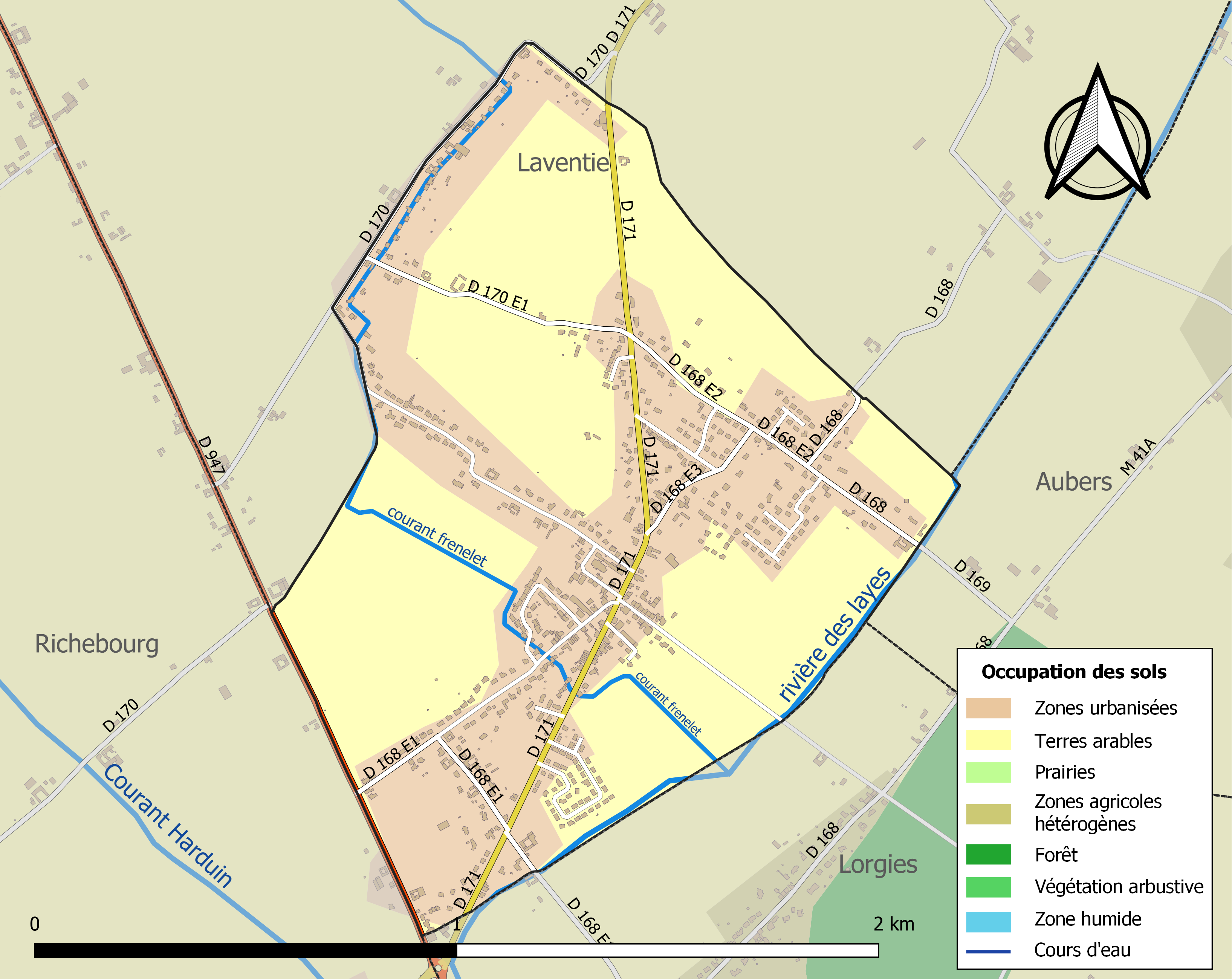
Carte des infrastructures et de l'occupation des sols de la commune en 2018 (CLC).

## Toponymie
Les origines du village remontent en 1201 où les paroissiens de "Baclerot", dépendant du hameau de Violaines, sont autorisés par l'évêque d'Arras à construire une église indépendante sous le nom de « Nova Capella ». Cela explique que le nom de la localité est, d'abord, attesté sous les formes Bachelerot en 1122 ; Bakelerot en 1194 ; Bakelrod en 1213 ; Bacellero en 1228 ; Bakelero vers 1250 ; puis sous les formes Neuve-Chapelle ou Brackelerot en 1268 ; Bacelrot en 1270 ; La Noeve Chapele-au-Bakelerot, la Nœve-Capele du Bakelerot en 1270 ; Baquelroit en 1292 ; Bakelerost, Bakeleroe ; Le Neuve-Capielle en 1296 ; Nova Capella en 1299 ; Nouvele-Capele en 1309 ; Le Baclerot en 1312 ; Le Baquelerot en 1328 ; Le Nueve-Capelle en 1329 ; Baquelerrot en 1330 ; Noeve-Cappelle en 1331 ; Le Noeve-Capielle en 1334 ; Noef-Cappelle en 1429 ; Baquelerot de Allodio en 1450 ; Bacquelerot au XVe siècle ; Le Noeufve-Capelle en 1507 ; Le Noeufve-Cappelle en 1507 ; Noeufve-Couppelle en 1565 ; Neuve-Cappel au XVIIIe siècle ; Neuve-Capelle en 1720 ; Neuve Chappelle en 1793 et Neuve-Chapelle depuis 1801.
La forme ancienne Bachelerot ou Bakelrod vient des mots flamands bakel, de baka (colline, moins probable compte tenu de la topographie de Neuve-Chapelle) ou bake (porc) et de rode (défriché, essart).
Noefcappel en flamand.

## Histoire
Les riches terres agricoles ont depuis le Moyen Âge fait l'objet de nombreuses convoitises qui ont fait que la région a appartenu à plusieurs pays et royaumes successifs.
Pendant la Première Guerre mondiale, la commune est marquée en 1915 par de violents combats (bataille de Neuve-Chapelle) dont les séquelles nécessitent, après l'Armistice, un long travail de déminage puis de reconstruction. Le déminage se fait sous l'autorité des Anglais à partir de 1919. La commune est décorée de la croix de guerre 1914-1918 par décret du 25 septembre 1920, distinction également attribuée à 276 autres communes du Pas-de-Calais. Un mémorial en hommage aux soldats indiens tombés lors de cette bataille est érigé en 1927, à la limite de la commune de Richebourg.

## Politique et administration

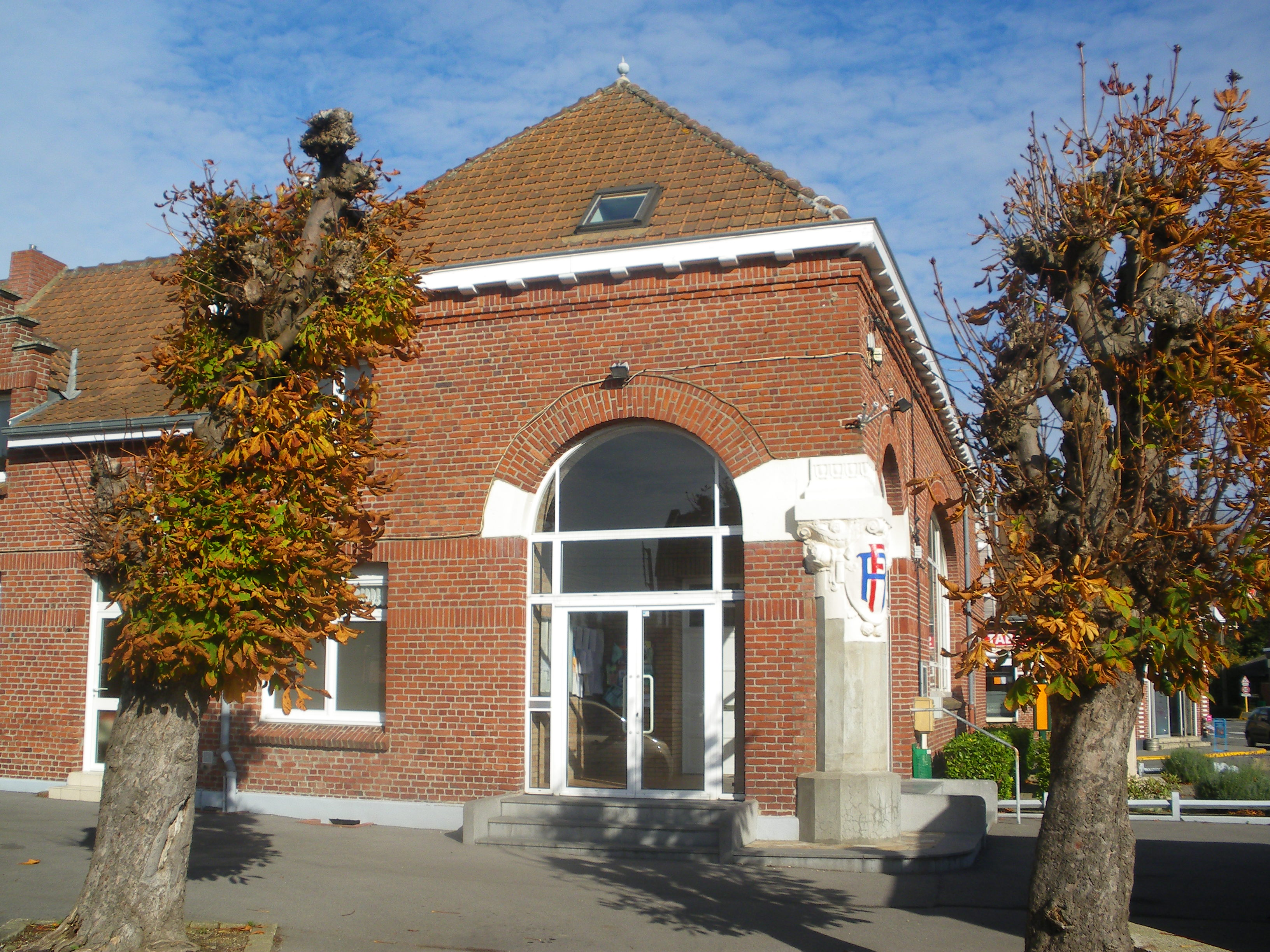
La mairie.

### Découpage territorial
La commune se trouve dans l'arrondissement de Béthune du département du Pas-de-Calais.

#### Commune et intercommunalités
La commune est membre de la communauté d'agglomération de Béthune-Bruay, Artois-Lys Romane qui regroupe 100 communes et totalise 275 327 habitants en 2021.

#### Circonscriptions administratives
La commune est rattachée au canton de Beuvry.

#### Circonscriptions électorales
Pour l'élection des députés, la commune fait partie de la neuvième circonscription du Pas-de-Calais.

### Élections municipales et communautaires

#### Liste des maires
| Période                                  | Période                   | Identité        | Étiquette | Qualité     |
| ---------------------------------------- | ------------------------- | --------------- | --------- | ----------- |
| Les données manquantes sont à compléter. |                           |                 |           |             |
| 1977                                     | 2014                      | Maurice Morel   |           |             |
| mars 2014,                               | mai 2020                  | Ronald Lieven   |           |             |
| mai 2020                                 | En cours (au 16 mai 2021) | Tanguy Robiquet |           | Technicien, |

## Population et société

### Démographie
Les habitants sont appelés les Neuve-Chapellois.

#### Évolution démographique
L'évolution du nombre d'habitants est connue à travers les recensements de la population effectués dans la commune depuis 1793. Pour les communes de moins de 10 000 habitants, une enquête de recensement portant sur toute la population est réalisée tous les cinq ans, les populations de référence des années intermédiaires étant quant à elles estimées par interpolation ou extrapolation. Pour la commune, le premier recensement exhaustif entrant dans le cadre du nouveau dispositif a été réalisé en 2006.

En 2022, la commune comptait 1 404 habitants, en évolution de −2,43 % par rapport à 2016 (Pas-de-Calais : −0,72 %, France hors Mayotte : +2,11 %).
| 1793 | 1800 | 1806 | 1821 | 1831 | 1836 | 1841 | 1846 | 1851 |
| ---- | ---- | ---- | ---- | ---- | ---- | ---- | ---- | ---- |
| 491  | 476  | 503  | 497  | 561  | 602  | 617  | 628  | 641  |

| 1856 | 1861 | 1866 | 1872 | 1876 | 1881 | 1886 | 1891 | 1896 |
| ---- | ---- | ---- | ---- | ---- | ---- | ---- | ---- | ---- |
| 670  | 722  | 770  | 780  | 697  | 705  | 633  | 600  | 634  |

| 1901 | 1906 | 1911 | 1921 | 1926 | 1931 | 1936 | 1946 | 1954 |
| ---- | ---- | ---- | ---- | ---- | ---- | ---- | ---- | ---- |
| 639  | 660  | 661  | 319  | 382  | 430  | 419  | 419  | 447  |

| 1962 | 1968 | 1975 | 1982 | 1990 | 1999 | 2006  | 2011  | 2016  |
| ---- | ---- | ---- | ---- | ---- | ---- | ----- | ----- | ----- |
| 484  | 462  | 471  | 548  | 864  | 958  | 1 358 | 1 322 | 1 439 |

| 2021  | 2022  | - | - | - | - | - | - | - |
| ----- | ----- | - | - | - | - | - | - | - |
| 1 419 | 1 404 | - | - | - | - | - | - | - |

#### Pyramide des âges
En 2018, le taux de personnes d'un âge inférieur à 30 ans s'élève à 35,5 %, soit en dessous de la moyenne départementale (36,7 %). De même, le taux de personnes d'âge supérieur à 60 ans est de 17,8 % la même année, alors qu'il est de 24,9 % au niveau départemental.
En 2018, la commune comptait 720 hommes pour 725 femmes, soit un taux de 50,17 % de femmes, légèrement inférieur au taux départemental (51,50 %).
Les pyramides des âges de la commune et du département s'établissent comme suit.
| Hommes | Classe d’âge | Femmes |
| ------ | ------------ | ------ |
| 0,3    | 90 ou +      | 0,3    |
| 4,3    | 75-89 ans    | 3,5    |
| 13,5   | 60-74 ans    | 13,8   |
| 24,7   | 45-59 ans    | 25,7   |
| 22,0   | 30-44 ans    | 20,9   |
| 13,9   | 15-29 ans    | 14,0   |
| 21,5   | 0-14 ans     | 21,8   |

| Hommes | Classe d’âge | Femmes |
| ------ | ------------ | ------ |
| 0,5    | 90 ou +      | 1,6    |
| 5,6    | 75-89 ans    | 8,9    |
| 16,7   | 60-74 ans    | 18,1   |
| 20,2   | 45-59 ans    | 19,2   |
| 18,9   | 30-44 ans    | 18,1   |
| 18,2   | 15-29 ans    | 16,2   |
| 19,9   | 0-14 ans     | 17,9   |

## Culture locale et patrimoine

### Lieux et monuments
- L'église Saint-Christophe, reconstruite, comme le fut une grande partie de la commune, après la Première Guerre mondiale.
- Le Neuve-Chapelle Farm Cemetery[45].
- Le Neuve-Chapelle British Cemetery[46].
- Le mémorial de Neuve-Chapelle[47] honorant la mémoire des soldats indiens[48],[49].
- Le monument aux morts[48].

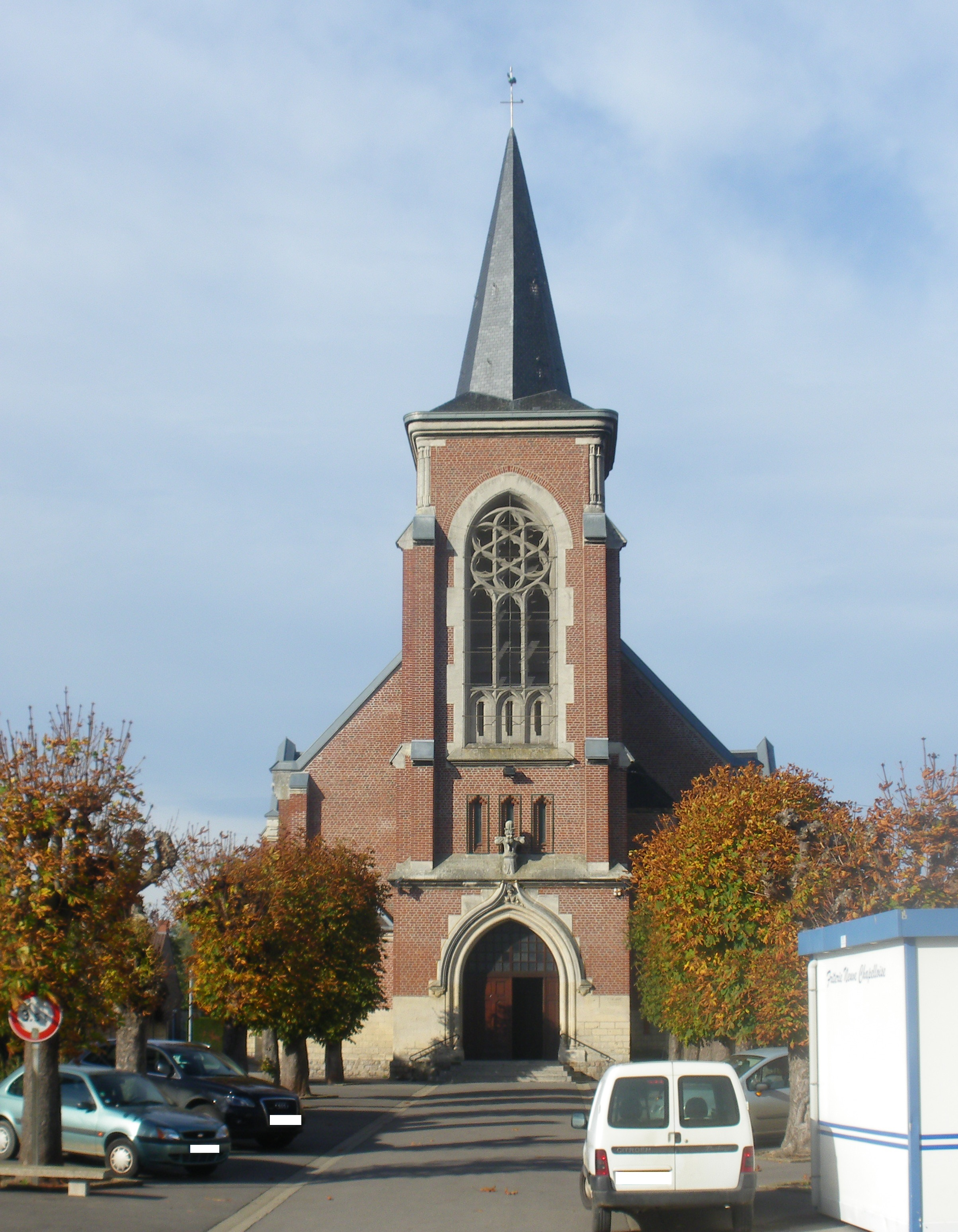
L'église Saint-Christophe.
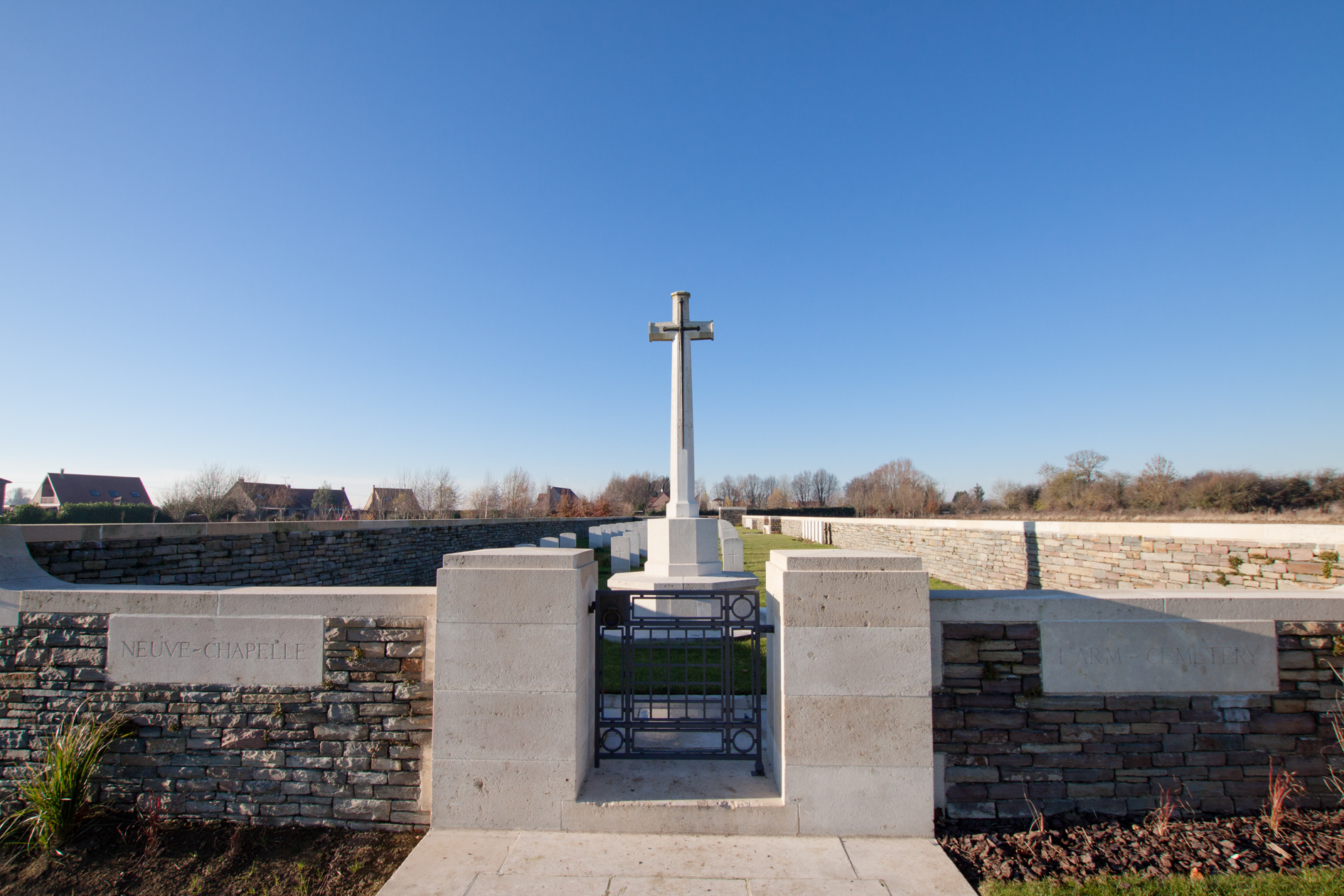
Le Neuve-Chapelle Farm Cemetery.
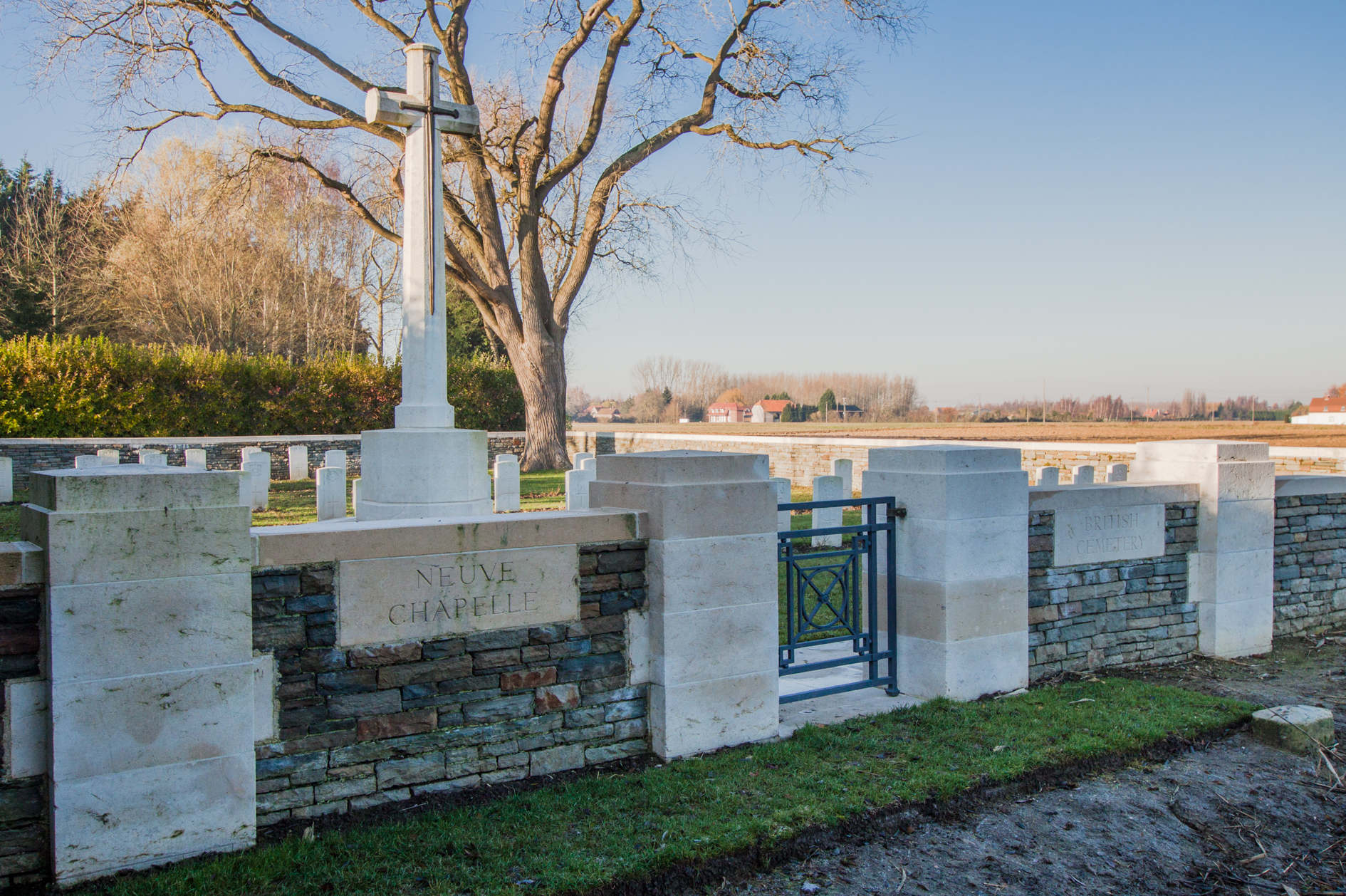
Le Neuve-Chapelle British Cemetery.
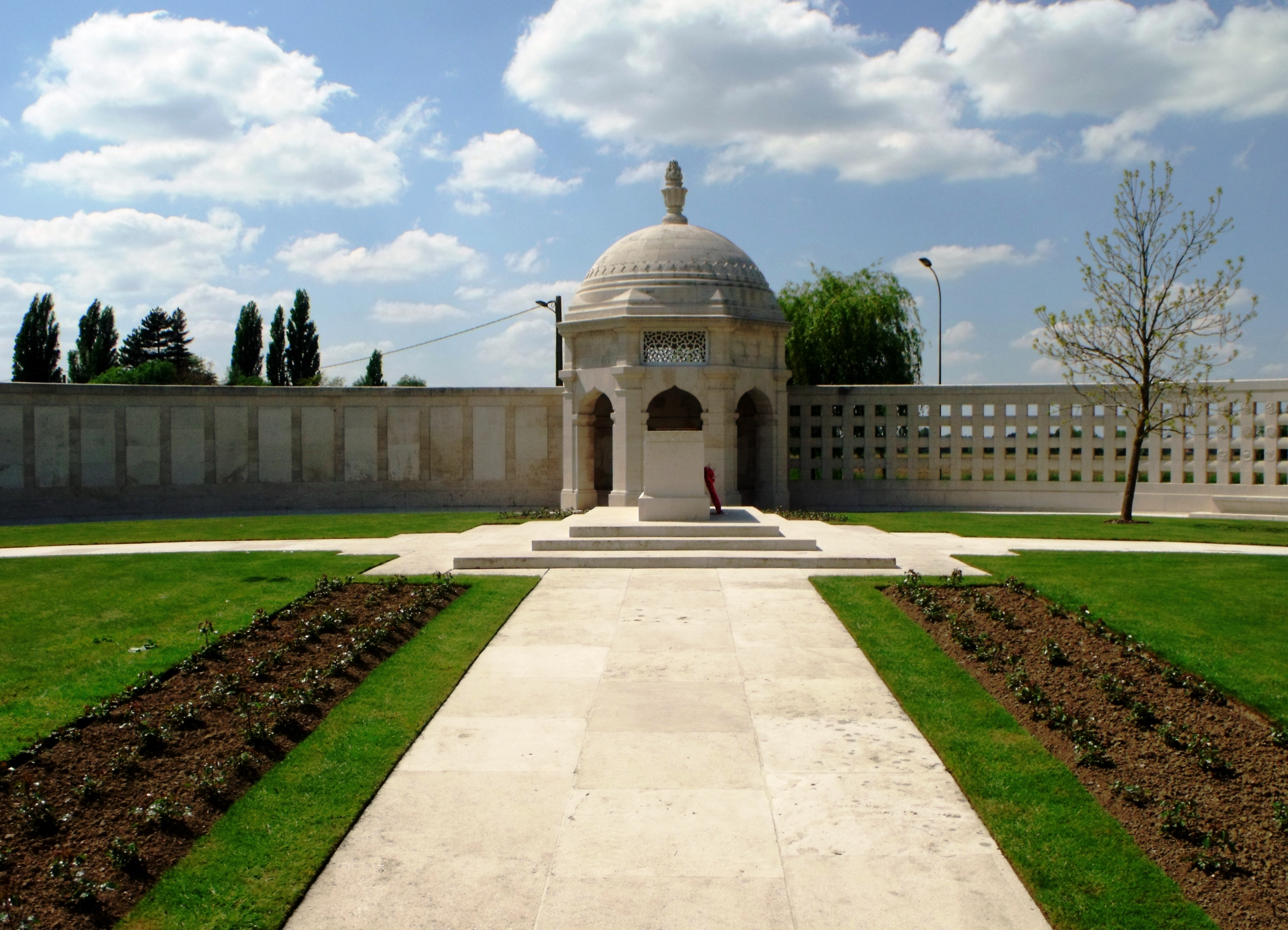
Le mémorial de Neuve-Chapelle.
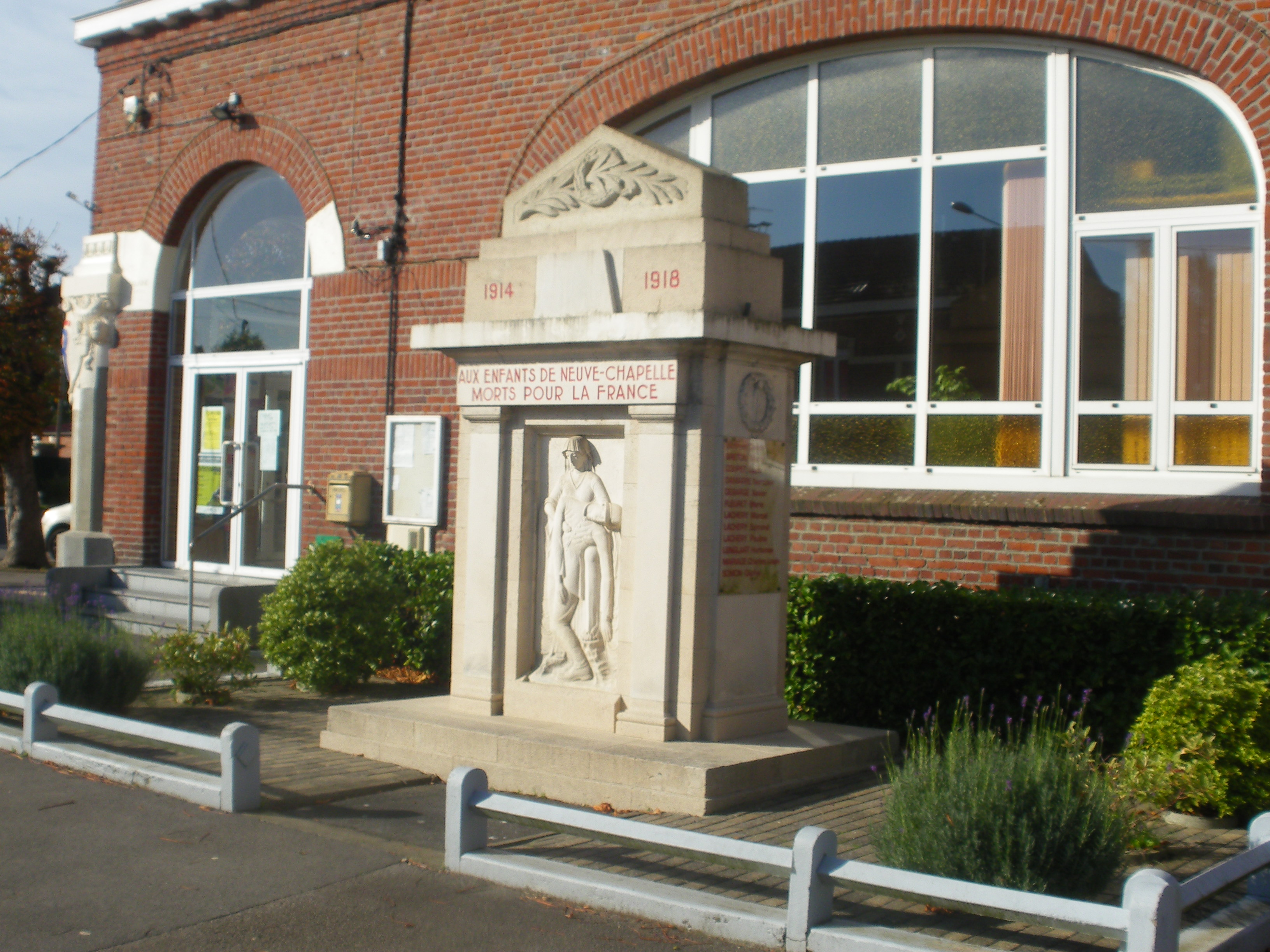
Le monument aux morts.

### Héraldique
| Blason de Neuve-Chapelle | Blason  | Écartelé d'or et de sable; sur le tout, d'or à trois fasces de gueules au lion contourné d'argent, armé et lampassé de gueules, couronné d'or brochant et à la filière d'argent. Ornements extérieursCroix de guerre 1914-1918 |
| Blason de Neuve-Chapelle | Détails | Adopté par la municipalité le 11 octobre 1991. |

## Pour approfondir

#### Bases de données, dictionnaires et encyclopédies
- Ressources relatives à la géographie :   - Insee (communes)
  - Ldh/EHESS/Cassini
- Ressource relative à plusieurs domaines :   - Annuaire du service public français
- Notices d'autorité :   - VIAF
  - BnF (données)
  - LCCN
  - GND
  - Israël
  - WorldCat